# فاتيما سيلفا
فاتيما سيلفا (بالبرتغالية: Fátima Silva‏) هي منافسة ألعاب القوى برتغالية، ولدت في 6 مايو 1970.

## وصلات خارجية
- فاتيما سيلفا على موقع الاتحاد الدولي لألعاب القوى (الإنجليزية)
- فاتيما سيلفا على موقع الاتحاد الأوروبي لألعاب القوى (الإنجليزية)
- فاتيما سيلفا على موقع رابطة إحصائيات سباق الطريق (الإنجليزية)